# Canada Square
Canada Square je náměstí nacházející se ve čtvrti Canary Wharf v obvodu Tower Hamlets ve východní části centrálního Londýna podél Temže.
Canada Square je veřejné náměstí obklopené mrakodrapy, včetně 1 Canada Square, od roku 1990 nejvyšší budovy Velké Británie.
Pojmenování náměstí má původ v společnosti, která se významně podílela na oblasti, ve které se náměstí nachází - Olympia and York (rodinná firma Paula Reichmanna z Toronta v Kanadě).
Na náměstí se nachází stanice metra a DLR – Canary Wharf.